# Jean-Luc Schaffhauser
Jean-Luc Schaffhauser (ur. 17 grudnia 1955 w Cambrai) – francuski polityk i konsultant, poseł do Parlamentu Europejskiego VIII kadencji.

## Życiorys
Z wykształcenia teolog i filozof. Był zatrudniony w administracji rady regionalnej Alzacji. Pracował jako konsultant ds. międzynarodowych m.in. dla Dassault Aviation. Mieszkał w Polsce i w Rosji, wszedł w skład komitetu sterującego francuskiej Unii Paneuropejskiej, zakładał stowarzyszenie Ren-Wołga.
W wyborach lokalnych w 2014 był głównym kandydatem Frontu Narodowego w Strasburgu, uzyskując mandat radnego miejskiego. W wyborach europejskich w tym samym roku z listy FN został wybrany na eurodeputowanego VIII kadencji.